# Merochlora faseolaria
Merochlora faseolaria är en fjärilsart som beskrevs av Achille Guenée 1858. Merochlora faseolaria ingår i släktet Merochlora och familjen mätare. Inga underarter finns listade i Catalogue of Life.